# Gammelfleisch
Gammelfleisch é o primeiro single da banda alemã Heldmaschine, lançado em 9 de Dezembro de 2011. É o primeiro single do álbum "Weichen und Zunder".

## Faixas
| N.º            | Título          | Duração |  |
| 1.             | "Gammelfleisch" | 4:08    |  |
| Duração total: | Duração total:  | 4:08    |  |